# Ареометар
Ареометар је инструмент којим се брзо одређује густина течности. Конструкција ареометра је заснована на законима равнотеже у хидростатици.
 То је у ствари затворена стаклена цев, проширена у основи. У проширени део се стави оловна сачма или жива, што омогућава ареометру да вертикално плови у течности. Горњи, ужи део ареометра садржи скалу, фабрички обележену са јединицама за густину.
При мерењу са ареометром он се потопи у течност чија се густина мери. У зависности од густине течности ареометар тоне. Што је густина већа ареометар мање тоне, и обратно. Читање густине се врши тако што се на скалаи чита подељак који се поклапа са нивоом течности. Притом ареометар даје најтачнију вредност када се мерење врши на температури која је убележена на његовој скали. Ова температура је означена на сваком ареометру.
Проналажење ареометра се приписује Хипатији, грчкој филозофкињи и математичарци која је живела у IV веку наше ере.
Различити специјални ареометри употревљавају се за одређивање густоће појединих врста течности нпр. алкохолометар, лактометар, уринометар и др.